# Ефект Соколова — Тернова
Ефект Соколова — Тернова — ефект самополярізаціі згустка електронів або позитронів в магнітному полі за допомогою синхротронного випромінювання. Передбачений А. О. Соколовим і І. М. Терновим в 1963 році.

## Теорія
Електрон в магнітному полі може перебувати в стані зі спіном, спрямованим паралельно («спін вгору») або антипаралельно («спін вниз») магнітному полю (передбачається, що магнітне поле направлено вгору). Стан «спін вниз» має меншу енергію в порівнянні зі станом «спін вгору». Теоретичний розрахунок показав, що ймовірність переходу в стан «спін вниз» за рахунок синхротронного випромінювання не на багато більша, ніж в стан «спін вгору». В результаті спочатку неполяризований згусток електронів, який рухається в накопичувальному прикорювальному комплексі, через досить тривалий час перейде в поляризований стан зі спіном, спрямований протилежно магнітному полю. Поляризація не є повною; її залежність від часу описується формулою 
 де {\displaystyle A=8{\sqrt {3}}/15\approx 0{,}924} — гранична ступінь поляризації (92,4 %) і {\displaystyle \tau } — час релаксації, рівний 
 тут {\displaystyle m}, {\displaystyle e} і {\displaystyle c} — маса, величина заряду електрона і швидкість світла; {\displaystyle H_{0}\approx 4{,}41\times 10^{13}} Гс — поле Швінгера, {\displaystyle H} — напруженість магнітного поля, {\displaystyle E} — енергія електрона.
Менша за одиницю гранична ступінь поляризації {\displaystyle A} виникає через наявність обміну енергією між спіновою і орбітальною ступенями свободи, який робить можливим перехід в стан «спін вгору» (з ймовірністю, в 25,25 разів меншою, ніж в стан «спін вниз»).
Характерний час релаксації становить хвилини або години. Тому для отримання досить дуже поляризованого згустка потрібен тривалий час і практично використовуються накопичувальні кільця, що дозволяють зберігати згусток електронів протягом годин.
Ефект також описує поляризацію позитронів, з тією різницею, що для позитрона стан «спін вгору» має меншу енергію в порівнянні зі станом «спін вниз». В результаті згусток позитронів переходить в стан зі спіном, орієнтований в тому ж напрямку, що і магнітне поле.

## Експериментальне виявлення
- 1971 — Інститут ядерної фізики СО РАН (перше спостереження), використовувався прискорювально-накопичувальний комплекс ВЕПП-2, 625 МеВ.
- 1971 — Орсе (Франція), використовувалося накопичувальне кільце ACO, 536 МеВ.
- 1975 — SLAC, Стенфорд (США), використовувалося накопичувальне кільце SPEAR, 2,4 ГеВ.
- 1980 — DESY, Гамбург (ФРН), використовувався прискорювач PETRA, 15,2 ГеВ.

## Застосування
Дозволяє отримувати поляризовані згустки електронів для проведення подальших експериментів. Переваги:
- дозволяє отримувати поляризовані згустки високих енергій (фактично є ефективним, починаючи з енергії в кілька сотень МеВ);
- процес поляризації не змінює властивостей згустка (інтенсивності й т. д.), що вигідно відрізняє його, наприклад, від способу отримання поляризованих згустків за допомогою розсіювання;
- електрони і позитрони можуть бути поляризовані при будь-якій заданій енергії, що вирішує вельми складне завдання прискорення поляризованих частинок.

## Диплом
Соколов А. О. і Тернов І. М. (1973). Диплом за наукове відкриття «Ефект радіаційної самополярізаціі електронів в магнітному полі», занесене в Державний реєстр відкриттів СРСР під № 131 від 7 серпня 1973, пріоритет від 26 червня 1963 року (Бюлетень відкриттів і винаходів, том 47).
Формула відкриття: «Встановлено раніше невідоме явище поляризації релятивістських електронів і позитронів при їх рухові в магнітному полі (наприклад, в накопичувальних кільцях), обумовлене квантовими флуктуаціями синхротронного випромінювання».